# Alfred Kaiser (Grafiker)
Alfred Kaiser (* 8. Mai 1949 in München) ist ein deutscher Grafiker und Maler.
In Zusammenarbeit mit Karl Fred Dahmen schuf er Collagen, Materialbilder und Objekte.

## Leben
Kaiser begann die Malerei als Autodidakt. Nach der Mittleren Reife reiste er als Rucksacktourist nach Asien.
1967 begann er seine Karriere als Maler. Er fertigte in dieser Zeit zahlreiche naturalistische Aquarelle und Porträts mit Bleistift. Dieses Naturstudium dauerte von 1964 bis 1969.
Von 1970 bis 1976 absolvierte er ein Studium an der Akademie der Bildenden Künste in München. Von 1974 bis 1976 war er Meisterschüler bei Karl Fred Dahmen. 1976 erwarb der das Diplom mit hervorragenden künstlerischen Leistungen.
Nachdem er 1989 die allgemeine Hochschulreife erlangt und geheiratet hatte, begann er ein Studium der Philosophie an der Ludwig-Maximilians-Universität. Ebenfalls ab 1989 arbeitete er als Dozent an der Münchener Volkshochschule.

## Wirken
Während seiner Schaffenszeit entwickelte er verschiedene Arbeitstechniken und Stilrichtungen. Seine Arbeiten wirkten nun fast informell, ein Versenken in Struktur-Raster, Makro- und Mikrokosmos in einem.
Kaiser bearbeitet u. a. das Papier und die darauf geklebten Collage-Teile mit Ätzmitteln, was von ihm Nitrolage genannt wird. Diese Technik verwendet er seit 1969. Zusätzlich verwendet er spezielle Offsetfarben, die ihm ausgefallene Wirkungen ermöglichen. Er bedient sich des Abdruckverfahrens mit nassen Farben von Glasplatten. Über diese Technik hat Kaiser, ergänzt durch glatte, gemalte Flächen, surreal wirkende Arbeiten geschaffen.
Die Gräfelfinger Bilder, vorwiegend 1992 entstanden, vermitteln den Übergang von der Porträtmalerei („mit Köpfen“) zum Stillleben. Kaisers Porträtköpfe sind reduziert auf kräftige Umrisse und die wesentlichen Gesichtsmerkmale.
Er malt Stillleben in intensiven Farben, mischt Dispersionsfarbe mit einer französischen Vinylfarbe, die stark deckend aufgetragen wird. Die senkrechte, wellenförmige Pinselführung erinnert an die Kammmalerei auf alten Bauernschränken; die Wellenstruktur verbindet sich zudem mit holzschnittartiger senkrechter Gitterform, innerhalb derer sich die Requisiten des Stilllebens nur andeutungsweise sehen lassen: Flasche, Glas.
In seinen Landschaftsbildern bevorzugt er nun futuristische Gegenden mit einer Nähe zu Science-Fiction.
In der Bayerischen Staatsgemäldesammlung und im Plakatmuseum Essen befinden sich Werke des Künstlers.

## Ausstellungen (Auswahl)
Die Liste seiner Ausstellungen aus, S. 316–317.
- 1969: Galerie TAMS
- 1971: Beteiligung an der Kunstzone, München
- 1972: Galerie Rywelski, Köln, Antiolympiaedition
- 1972: Kunstforum München, Objekte
- 1973: Kunstverein München, Thema Fußball
- 1973: Ausstellung Fußball, Oberhausen
- 1973: Club Galerie, Vier
- 1974: Galerie Südstadt, Karlsruhe
- 1976: Akademie der bildenden Künste 1976, München, Würzburg, Regensburg
- 1978: Galerie Sanspareil, Grafrath
- 1978: Plakatwettbewerb „Kunst kommt nicht von können“, Nürnberg, Mannheim, Hannover, Bremen, Hamburg, Plakatmuseum Essen
- 1978: Hommage à Cassel
- 1978: Ausstellung bei BBW München
- 1979: Ausstellung „Europa an der Schwelle“, Regensburg, Passau, Lindau, Stuttgart, Bremen, München, Rom, Straßburg, Dublin
- 1981: Kunstsalon, Haus der Kunst München
- 1982: Galerie am Main, Würzburg
- 1982: Galerie am Spitäler, Würzburg
- 1984: Baden-Württembergische Landeskunstwochen, Rottweil
- 1985: Galerie Atmo
- 1985: Kunsttage Kleinsassen
- 1985: Galerie an der U1
- 1985: Galerie Lee
- 1985: Galerie Neuwittelsbach
- 1986: „Kunst ´86“, Haus der Kunst München
- 1986: Galerie Münchner Bank, Oberföhring
- 1986: Galerie Neuwittelsbach
- 1987: Residenz München, Akademie Midi
- 1987: Studio Soller
- 1987: Galerie Neuwittelsbach
- 1988: „Kunst ´88“, Haus der Kunst München
- 1990: BBK Vorschläge für das CITTE-Stipendium Paris
- 1990: Galerie am Heiglhof München
- 1991: Galerie in der Diele Geretsried[3]
- 1992: Rathaus Krailling[2]
- 1992: Raiffeisenbank Gräfelfing[6]
- 1992: Stadtmuseum Landsberg
- 1992: Galerie Gelzhäuser Puchheim
- 1993: Kunstverein Kronach, Erste Einzelausstellung in einem bayerischen Kunstverein
- 1994: Printprojekt
- 1994: Modern Art Exchange Luxemburg
- 1995: Matchbox, Galerie 6811, München
- 1995: Galerie Forraum, München
- 1996: Matchbox, Lüttich, Valencienne, Magdeburg